# 高梨慶三郎
高梨 慶三郎（たかなし けいさぶろう、1873年〈明治6年〉5月11日 - 没年不明）は、大日本帝国陸軍軍人。最終階級は陸軍少将。

## 経歴
千葉県出身。高梨金兵衛の四男。1894年（明治27年）陸軍士官学校第5期卒業。1903年（明治36年）陸軍大学校第17期卒業。
1913年（大正2年）2月に熊谷連隊区司令官、1914年（大正3年）8月に陸軍歩兵大佐、1915年（大正4年）1月に歩兵第45連隊長を経て、1918年（大正7年）9月に陸軍少将に昇進と同時に待命、1919年（大正8年）4月に予備役に編入した。
退役後は日本ビルディング取締役、国華徴兵専務を歴任した。
1947年（昭和22年）11月28日、公職追放仮指定を受けた。

## 栄典
- 1894年（明治27年）10月26日 - 正八位[5]

## 親族
- 娘婿 森本軍蔵（陸軍少将）[6]